# 和元化
和羱化。山西臨川縣人，清朝政治人物、進士出身。

## 生平
清顺治三年进士，授新鄭縣知县。